# Сороко, Артём Борисович
Артём Бори́сович Соро́ко (бел. Арцём Барысавіч Сарока; род. 1 апреля 1992[…], Минск) — белорусский футболист, вратарь дзержинского «Арсенала». Мастер спорта Республики Беларусь международного класса.

## Карьера

### Клубная
Воспитанник минской СДЮШОР «Трактор». Первые тренеры — Д. А. Дергай и В. А. Мурсалов.
Профессиональную карьеру начал в БАТЭ в 2010 году, выступал за дубль. В 2011 году стал чемпионом Беларуси среди дублёров. В 2014 году дебютировал в основном составе борисовчан в кубковом поединке против «Слуцка» (2:1). В сезоне 2014/15 дебютировал в Лиге Чемпионов, в матче против «Атлетика» из Бильбао (0:2). В феврале 2015 года продлил контракт с борисовчанами. В сезоне 2015 играл в основном за дубль, за главную команду провёл два матча в чемпионате в конце сезона и три матча в Кубке Беларуси. Сезон 2016 начал на скамейке запасных, однако после ухода летом основного вратаря Сергея Черника стал чаще появляться в стартовом составе.
В январе 2017 года был на просмотре в молдавском «Милсами», но не смог договориться о переходе. В марте был на просмотре в мозырской «Славии», однако в результате был отдан в аренду «Ислочи». В начале сезона 2017 был основным вратарём клуба, позднее стал оставаться на скамейке запасных. В июле стало известно, что вратарь покинет «Ислочь», и вскоре было объявлено об аренде вратаря жодинским «Торпедо-БелАЗ». За жодинцев во второй половине сезона 2017 года провёл 6 матчей. По окончании сезона покинул клуб.
В январе 2018 года перешёл из БАТЭ в «Слуцк», где стал вторым вратарём после Бориса Панкратова. Сыграв в двух матчах, в июле 2018 года по соглашению сторон покинул слуцкую команду и вскоре пополнил состав столичного «Луча». Сначала был вторым вратарём после Дениса Шелихова, с октября занял место в основе. В начале 2019 года в связи с переездом «Луча» в Могилёв и объединением с местным «Днепром» стал игроком объединённой команды. Закрепился в качестве основного вратаря, иногда уступал место в составе Арсену Бегларяну.
В январе 2020 года подписал контракт с клубом «Витебск».
В июле 2022 года футболист перешёл в дзержинский «Арсенал». В январе 2023 года футболист продолжил тренироваться с клубом. В феврале 2023 года официально продлил контракт с дзержинским клубом.

### В сборной
С 2012 по 2013 год Сороко был основным вратарём молодёжной сборной Беларуси, признавался лучшим вратарём Кубка Содружества-2012. Провел 11 матчей за молодежную сборную Беларуси, 6 — за команду U-20. 

## Достижения
БАТЭ
- Чемпион Беларуси (3): 2014, 2015, 2016
- Обладатель Кубка Беларуси (1): 2014/15
- Суперкубка Беларуси (4): 2013, 2014, 2015, 2016
- Чемпион Беларуси среди дублёров (1): 2011

«Арсенал» Дзержинск
- Победитель Первой лиги: 2023